# Simon Jentzsch
Simon Jentzsch (Düsseldorf, 1976. május 4. –) német labdarúgó, jelenleg az Augsburg kapusa.

## Karrierje
Pályafutását a KFC Uerdingenben (akkor Bayer Uerdingen) kezdte 1994-ben. Egy év után a Karlsruhéhoz igazolt, ahol négy évig játszott. Ezután az 1860 München játékosa lett, ahol egészen 2003-ig szerepelt.
2003-tól hosszabb időt, egész pontosan hat évet töltött a Wolfsburgnál. Az első osztályú tagság megszilárdításában még fontos szerepet vállalt, azonban a 2007-08-as szezontól kezdődően fokozatosan elvesztette helyét Diego Benaglióval szemben.
2009-ben, szerződése lejártával a másodosztályú FC Augsburghoz igazolt, egy évre.

## Fordítás
- Ez a szócikk részben vagy egészben  a   Simon Jentzsch című angol Wikipédia-szócikk fordításán alapul.  Az eredeti cikk szerkesztőit annak laptörténete sorolja fel. Ez a jelzés csupán a megfogalmazás eredetét és a szerzői jogokat jelzi, nem szolgál a cikkben szereplő információk forrásmegjelöléseként.

## Külső hivatkozások
- Bundesliga-statisztikái (németül)